# Михайлики (Кременчуцький район)
Михайлики́ — село в Україні, у Козельщинській селищній громаді Кременчуцького району Полтавської області. Населення становить 445 осіб. До 2017 орган місцевого самоврядування — Михайликівська сільська рада.

## Географія
Село Михайлики знаходиться на відстані 1 км від села Юрочки. Місцевість навколо села сильно заболочена, багато невеликих зарослих озер. На схід від села розташований Михайликівський гідрологічний заказник.

## Історія
12 червня 2020 року, відповідно до розпорядження Кабінету Міністрів України № 721-р «Про визначення адміністративних центрів та затвердження територій територіальних громад Полтавської області», село увійшло до складу Козельщинської селищної громади.
19 липня 2020 року, в результаті адміністративно - територіальної реформи та ліквідації Козельщинського району, село увійшло до складу новоутвореного Кременчуцького району.

## Економіка
- Птахо-товарна ферма.
- АФ «Михайлики».

## Об'єкти соціальної сфери
- Школа І-ІІ ст.